# コリスミ酸シンターゼ
コリスミ酸シンターゼ（chorismate synthase、EC 4.2.3.5）は、以下の反応を触媒し、コリスミ酸の合成に関わるリアーゼである。
5-O-(1-カルボキシビニル)-3-ホスホシキミ酸 {\displaystyle \rightleftharpoons } コリスミ酸 + リン酸

## 概要
コリスミ酸は、植物、微生物における芳香族アミノ酸の生合成経路 (シキミ酸経路) の中間体である。そのため、本酵素はアミノ酸代謝に関して重要である。

## 構造
NADHを補酵素にもつ。
分子量は4万〜5万 (Neurospora crassaの場合。)